# Bridgewater (Australie-Méridionale)
Pour les articles homonymes, voir Bridgewater.
Bridgewater est une ville d'Australie, située dans les Adelaide Hills, au sud-est d'Adélaïde, dans l'État d'Australie-Méridionale.
Il s'agit de l'ancienne extrémité de la ligne de chemin de fer Adelaide-Bridgewater (en), qui a été fermée en 1987. La voie ferrée a été convertie à l'écartement standard en 1995 et reste la ligne principale entre Adélaïde et Melbourne, mais aucun train ne s'arrête plus à la gare de Bridgewater (en), aujourd'hui démolie.
Une partie du sentier de randonnée Heysen traverse la ville, ainsi que le sentier de randonnée des femmes pionnières.

## Étymologie
L'origine du nom « Bridgewater » de la ville n'est pas claire. Les premiers Européens qui se sont installés dans la région et ont créé un village, Cox's Creek, à l'endroit où les attelages de bœufs traversaient le ruisseau Cox Creek (en), (nommé d'après l'explorateur Robert Cock (en), qui a mené une expédition dans cette région en décembre 1837).
Le nom « Bridgewater » a été utilisé très anciennement, dans l'ouvrage de James Addison (vers 1819-1870) Bridgewater Hotel,, et la ville a été rebaptisée Bridgewater lorsque le moulin à farine adjacent a été construit par John Dunn et que les terres avoisinantes ont été subdivisées en 1857.
Une autre origine possible du nom est le premier receveur des postes, William Radford, qui a revendiqué la responsabilité d'une pétition réussie en 1873 pour changer le nom du bureau de poste de Cox's creek à Bridgewater.

## Noms des rues
Les rues d'une partie de Bridgewater ont été nommées d'après les navires à vapeur de l'Orient Steam Navigation Company (dite « Orient Line ») : SS Omrah (1899-1918), RMS Ophir (1891-1922), SS Orontes (1902-1926), SS Orotava (1889-1921) (mais la rue correspondante a été nommée rue Oratava), SS Orsova (1909-1936), SS Orvieto (1909-1931), SS Osterley (1909-1929), SS Otranto (1909-1918), et SS Otway (1909-1917).